# Mioglobina

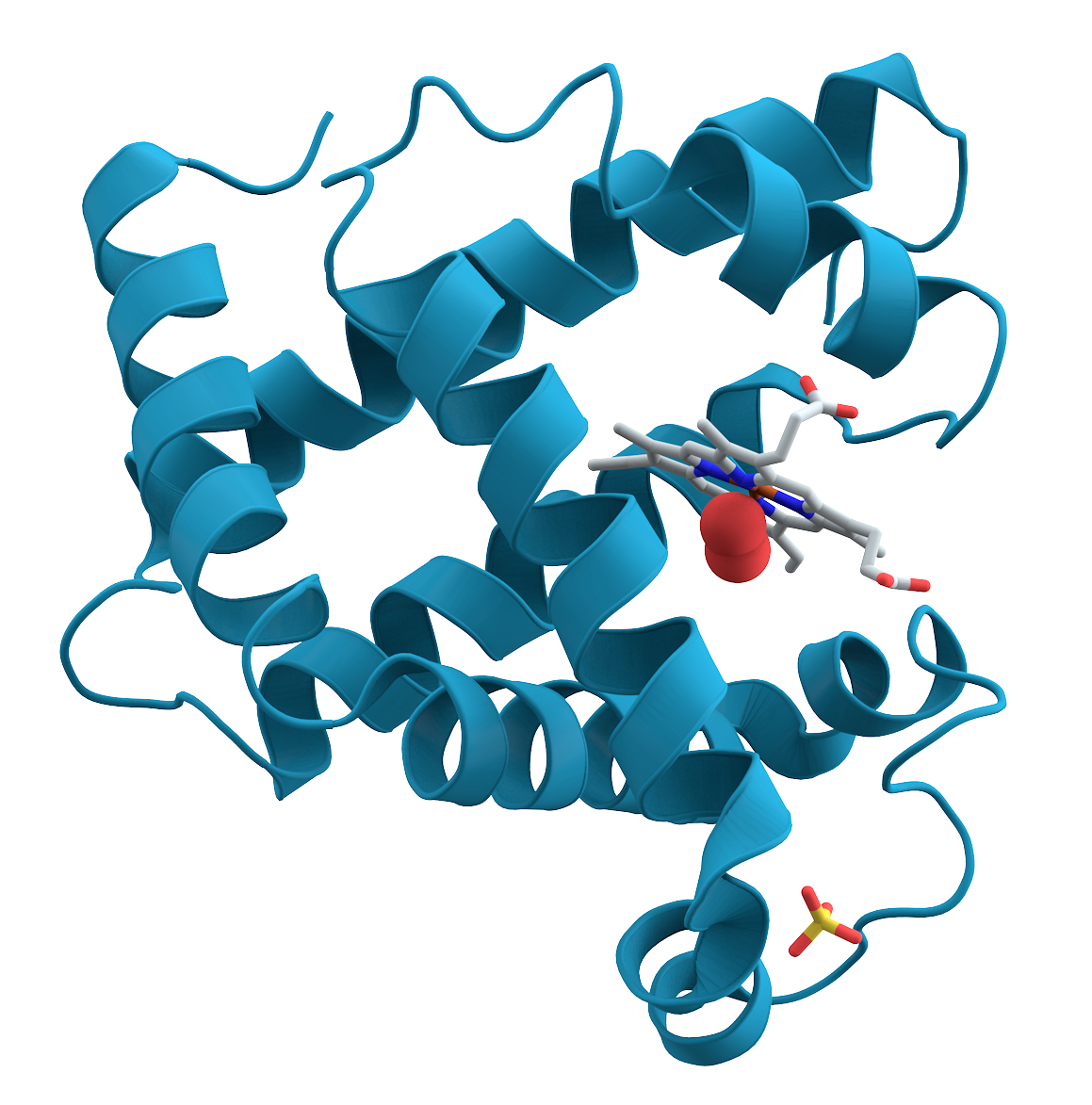
Cząsteczka mioglobiny.
Różne kolory oznaczają poszczególne helisy alfa budujące pojedynczą cząsteczkę mioglobiny.

Porównanie krzywych saturacji Mioglobiny (Mb) z Hemoglobiną (HbA), Hemoglobiną płodową (HbF)

Mioglobina (oznaczana również: Mb) – złożone białko globularne biorące udział w magazynowaniu tlenu w mięśniach czerwonych (poprzecznie prążkowanych). Jest pojedynczym łańcuchem białkowym, o masie cząsteczkowej 17053 Da, zbudowanym ze 153 reszt aminokwasowych. Jej budowa drugorzędowa i trzeciorzędowa jest bardzo podobna do budowy podjednostki β w hemoglobinie. W 1958 roku John Kendrew i współpracownicy wyznaczyli dokładną strukturę mioglobiny stosując rentgenografię strukturalną. Była to pierwsza poznana struktura białka. Za odkrycie Kendrew otrzymał Nagrodę Nobla w dziedzinie chemii w roku 1962, dzieląc ją z Maxem Perutzem.

## Budowa
Mioglobina jest silnie upakowaną, w przybliżeniu kulistą cząsteczką o wymiarach 4,5 x 3,5 x 2,5 nm. Około 75% łańcucha występuje w formie ośmiu prawoskrętnych helis α o długości 7–20 aminokwasów. Poszczególne helisy oznacza się literami od A do H. Aby odnieść się do konkretnego aminokwasu, należy określić, w której helisie się on znajduje (np. F) oraz liczbę wskazującą pozycję od końca N (aminowego) w tej helisie. I tak np. "His F8" odpowiada reszcie histydyny położonej w helisie F na miejscu ósmym w sekwencji. 
Grupę prostetyczną mioglobiny stanowi hem. Znajduje się on w zagłębieniu pomiędzy helisami E i F a w jego centrum jest związane koordynacyjnie żelazo w formie jonu Fe2+. Utlenienie jonu żelaza Fe2+ do Fe3+ powoduje utratę aktywności biologicznej białka.
Zewnętrzna część cząsteczki mioglobiny jest polarna, natomiast jej wnętrze jest niepolarne. Dzieje się tak, gdyż reszty aminokwasowe zawierające grupy polarne kierowane są na zewnątrz cząsteczki, a reszty niepolarne kierowane są do środka. Jedynym wyjątkiem od tej reguły są dwie polarne reszty histydyny (F8 i E7), które skierowane są do wnętrza cząsteczki. His F8 określana jest mianem histydyny proksymalnej, a His E7 - dystalnej.
Rodzaje mioglobiny:
- oksymioglobina – mioglobina utlenowana, magazynująca tlen;
- karboksymioglobina – mioglobina związana z tlenkiem węgla(II). W warunkach fizjologicznych stanowi ok. 1% mioglobiny. Wędzonemu mięsu nadaje charakterystyczny, jasnoczerwony kolor.
- apomioglobina (apoMb) – mioglobina pozbawiona hemu;
- metmioglobina – mioglobina z utlenionym atomem żelaza.

## Funkcja
Główną funkcją mioglobiny jest magazynowanie tlenu w mięśniach czerwonych (poprzecznie prążkowanych). Podczas nadmiernego wysiłku, kiedy ciśnienie cząsteczkowe tlenu spada w mięśniach do bardzo niskiej wartości 5 mm Hg, mioglobina uwalnia zmagazynowane cząsteczki O2 i pozwala mitochondriom na syntezę ATP na drodze fosforylacji oksydacyjnej.
Kluczową rolę w wiązaniu tlenu przez mioglobinę pełni hem wraz ze związanym koordynacyjnie jonem żelaza(II), oraz histydyna proksymalna i dystalna. Fe2+ wiąże się piątym wiązaniem koordynacyjnym z pierścieniem imidazolowym histydyny proksymalnej. Po przeciwnej stronie płaskiego układu hemu znajduje się histydyna dystalna, która nie wiąże się z żelazem, pełni jednak istotną rolę jako zawada przestrzenna, utrudniając przyłączanie się cząsteczkom tlenku węgla (CO).
Jedna cząsteczka mioglobiny przenosi jedną cząsteczkę tlenu. Tlen zajmuje szóstą pozycję koordynacyjną w atomie żelaza. Przyłączenie cząsteczki O2 powoduje zmianę konformacji części białka.